# 키드 갈라드 (1937년 영화)
키드 갈라드(Kid Galahad)는 미국에서 제작된 마이클 커티즈 감독의 1937년 범죄, 드라마, 멜로/로맨스 영화이다. 에드워드 G. 로빈슨 등이 주연으로 출연하였다.

## 출연

### 주연
- 에드워드 G. 로빈슨
- 베티 데이비스
- 험프리 보가트

### 조연
- 웨인 모리스
- 제인 브라이언
- 해리 캐리
- 윌리엄 하디
- 솔레다드 지메네즈

## 제작진
- 협력프로듀서: 사무엘 비쇼프
- 의상: 오리 켈리